# Frank Houtappels
Frank Houtappels (1968) is een Nederlandse schrijver (toneel-theater, film, televisie, liedteksten) en acteur.

## Levensloop
Houtappels studeerde in 1992 af aan de Amsterdamse Toneelschool. Sindsdien speelde hij als acteur bij verschillende theatergroepen zoals Toneelgroep Nieuw West, Toneelgroep Amsterdam, Stella Den Haag, het Noord Nederlands Toneel en Mugmetdegoudentand en in vrije producties. Ook speelde hij in diverse televisieproducties en in speelfilms.
Sinds 1996 schrijft Houtappels toneelstukken (onder andere Aan het eind van de aspergetijd en De gelukkige Mandarijn) en scenario's voor televisie (onder andere Hertenkamp, All Stars, Het Klokhuis, Gooische Vrouwen en Het Schaep met de vijf pooten). Hij schreef de filmscenario's voor onder andere de speelfilms Ja zuster, nee zuster, Gooische Vrouwen (film 1 en 2) en Chez Nous. Houtappels schrijft ook liedteksten, als onderdeel van televisieprogramma's maar ook voor theatershows van o.a. Ruth Jacott en Simone Kleinsma.
Houtappels won vele prijzen zoals gouden, diamanten en platina films.
In 1994 kreeg Houtappels de Mediamax-prijs, een toneelprijs voor het beste nog niet opgevoerde stuk. Op 22 april 2021 werd Houtappels benoemd tot Officier in de Orde van Oranje-Nassau voor zijn bijdrage aan de Nederlandse cultuur.

## Teksten voor televisie
- Het Klokhuis (1997-heden) NTR
- K van Karlijn (2020), NET 5
- Familie Kruys (2015-2019) RTL4[7]
- Meisje van Plezier (2017) RTL4
- Schaep Ahoy (2015) KRO
- Aaf! (2012-2014), RTL4
- Het Schaep in Mokum (2013) KRO
- Viering 200 jaar Koninkrijk der Nederlanden vanuit Ridderzaal (monoloog) (2013) NOS
- Villa Morero (2012) SBS6
- Iedereen is gek op Jack (2012-2013) RTL4
- Walhalla (2011) BNN[8]
- Het Spaanse Schaep (2010) KRO[9]
- Gangmakers (2009) NPS
- Het Vrije Schaep (2008) KRO Zilveren Nipkovschijf
- Gooische Vrouwen (2006-2009) Gouden Televizier ring 2009, Zilveren Krulstaart - vakprijs scenario's 2009
- Het Schaep met de 5 pooten (2006) KRO
- Koefnoen ((2005-2010) AVRO
- De Koekoeksclub (2003) VPRO
- Bergen Binnen (2003-2004) VARA
- Muizen (2002) NPS
- TV7 (2002) VPRO
- Nationaal Huwelijksfeest vanuit de Amsterdam ArenA (2002) NOS
- All Stars (1999-2000) VARA
- Hertenkamp (1999) VPRO
- Sarah en haar varken Julia (1999) VPRO
- Thuis: Airmiles (1998) VPRO
- Aan het eind van de Aspergetijd (1997) NPS

## Speelfilms
- Roxy (werktitel-in ontwikkeling), Michiel van Erp
- Neem me mee, NL Film & TV
- Alles op Tafel, (2021) Millstreet Films, ‘Gouden Film’[10]
- April May en June, (2019) Talpa Fictie Platinum Film[11][12]
- Chez Nous (2015), BosBros Publikumspreis Bester Spielfilm PinkApple Gay Film Festival Switzerland[13]
- Alle Tijd (scenario adviezen), (2011), NL Films
- Gooische Vrouwen II, (2014), Talpa Fictie Ereprijs van het Nederlands Filmfestival, Rembrand Award Beste Nederlandse Speelfilm, Diamanten Film[14]
- Gooische Vrouwen De Film (2011), Talpa Fictie Diamanten Film[15]
- Rafas Rules (korte film) (2007)
- Ellis in Glamourland (scenariobewerking) (2004) Gouden Film
- Ja Zuster, Nee Zuster (2002), BosBros Platinum Film[16]

## Teksten voor toneel en theater
- Verder (theatershow Simone Kleinsma) (2021), Medialane[17]
- Ruth Live (theatershow Ruth Jacott) (2020)
- Simone! (theatershow Simone Kleinsma) (2017), Stage Entertainment[18]
- Quiet Please, there is a lady on stage (theatershow Ruth Jacott) (2013) Albert Verlinde Entertainment
- Simply the best (theatershow Ruth Jacott) (2011) V&V Producties[19]
- After Party (2014) Hummelinck Stuurman Theaterproducties
- Hotel Atlantico (2009) Hummelinck Stuurman Theaterproducties
- Uit Liefde (2005-2006), Hummelinck Stuurman Theaterproducties
- Brak (2005) Mugmetdegoudentand
- De Gelukkige Mandarijn (2004), Hummelinck Stuurman Theaterproducties
- De Achtertuin (2004), De Parade
- De Potvis (Nederland-2003), Na Melcine (Tsjechië 2012-2018), Hummelinck Stuurman Theaterproducties
- Garmisch Partenkirchen een wintervertelling ((2001), Het Bos Theaterproducties
- Blind Date (2001), Hummelinck Stuurman Theaterproducties
- Ja Zuster Nee Zuster (1999) RO theater
- Thuis: Airmiles (1998), Huis aan de Amstel
- Comedian Harmonists Höhepunkt der Stimmung (1997) Toneelschuurproducties
- Het Kerstverhaal volgens... (1997) Bellevue Theaterproducties
- Aan het Eind van de Aspergetijd (Nederland en België 1996), All fine della stagioni degli Asparagi (Italië 2008), Am Ende der Spargelzeit (Duitsland 2013) Mediamaxprijs
- Sterrentrek (1995) Stichting Stichting '92
- Gestrand (1992) afstudeervoorstelling Toneelschool Amsterdam

## Toneelrollen
- Mug Inn (2007), Mugmetdegoudentand
- De Hollandsche Revue (2000), Firma Rieks Swarte/Toneelschuurproducties
- Gilly (1998)
- Het Wakend Oog (1997), Oerol Festival
- Vlieg mijn Draak (1997), Noord Nederlands Toneel
- Edmund Ironside (1997), Firma Rieks Swarte/Toneelschuurproducties
- The Carpenters (1995), Toneelgroep Carrousel[20]
- Geheim is Geheim (1995) Huis aan de Amstel
- Rovers (1994) Stella Den Haag
- Coriolanus (1994), Stichting'92
- Hotel Marlowe (1994), Toneelgroep Carroussel[21]
- Hedenavond de schoonste geschiedenissen van de Poesjenellen (1993), Toneelschuurproducties[22]
- Vier keer Lorca (1993), Grand Theater Producties
- Trojaanse Vrouwen (1992), Brakke Grond Theaterproducties
- Brutale Winterbekentenissen (1992), Hummelinck Stuurman Theaterproducties
- Penthisileia (1991) Toneelgroep Amsterdam
- Voldoende Koolhydraat (1990) Het Nationale Toneel
- Pymalion (1989) Nieuw West
- Iphiginea in Aulis (1987) Toneelgroep Amsterdam

## Televisie en filmrollen
Alle Tijd (2011) NL Films
Tijger en Temmer (2004) VPRO
Villa Achterwerk (2003) VPRO
Fit (2002) NPS
TV7 (2002) VPRO
Oma Hondje (2001) VPRO
Hertenkamp (2000) VPRO
All Stars (1999) VARA
He hallo Coby & Co (1999) VPRO
Toi, toi, toi (1998) Veronica
Begraven, het leedwezen (1998) VPRO
Flodder (1994) Flodder Televisie BV
Twaalf Steden, Dertien Ongelukken (1994) VARA
Let's call him David (1992) BBC
Startbaan (1992) NOT
Charow in Nederland (1991)

## Overig
Artistieke leiding Mugmetdegoudentand (2005-2006)
Jurylid Johan Kaartprijs (2015-heden)